# Не ждали (группа)
«Не ждали» — таллинская музыкальная группа, созданная в 1987 году. Одна из самых ярких групп в жанре инди-рок на советской и постсоветской музыкальной сцене.

## История
Группа «Не ждали» была создана в феврале 1987 года.
Первый фестивальный выход «Не ждали» на широкую публику случился в мае 1988 года на «Рок-Форуме» в Вильнюсе.
Известность в кругах советской альтернативной музыки группа получила после выступления в Москве на первом фестивале «СыРок» в декабре 1988 года.
Группа состояла из 6 человек. Стиль — это интерференция различных индивидуальностей, музыкальных влияний и пристрастий.
Оригинальный и свежий подход к музыке сделал группу популярной на андерграундной советской сцене. В 1989 году они впервые выехали на Запад: по предложению Артемия Троицкого группу «Не ждали» включили в число советских рок-исполнителей, представлявших советскую рок-культуру на конференции в Глазго. В Нидерландах им предложили записать первый альбом («Носороги и другая жизнь», 1990).
В родном Таллине группа выступала редко. В одном из интервью того времени Сойбельман объяснил это тем, что «Поскольку мы поём не по-эстонски, эстонская публика не очень нас жалует и не очень нами интересуется. Русскоязычной публики у нас немного, а публики, которая будет слушать нашу музыку, ещё меньше».
Первый тур по Восточной Германии был проведён в 1991 году.
Всего в формате группы «Не ждали» музыканты совершили более[уточнить] 18 концертных турне по Европе, Канаде, Японии.
14 октября 2000 года в московском Культурном центре «Дом» состоялся единственный концерт «ансамбля безумного клезмера» «Не ждали».
На сегодня[уточнить] 4 участника проживают в Таллине, Леонид Сойбельман — в Берлине, Илья Комаров — в швейцарском городе Цюрих.

## Состав
- Леонид Сойбельман — гитара, основной вокал.
- Илья Комаров — бас-гитара.
- Вадим Веэремаа — труба, валторна, подпевки.
- Андрей Кулагин — вокал, объекты, эуфония, басист.
- Олег Давидович — тромбон, гитара, подпевки, басист.
- Виталий Редчиц — барабаны.

## Дискография
За время существования группа выпустила 7 альбомов на различных фирмах грамзаписи.
- 1988 — «Музыка с репетиций» (магнитоальбом).
- 1990 — «Носороги и другая жизнь». LP, ADM (Голландия).
- 1991 — «Ще-е-е». LP, ERIO records (Россия).
- 1993 — «Носороги и другая жизнь». CD, AYAA (Франция).
- 1994 — «…не гони лошадей!». CD, RecRec Zurich / Feelee Records.
- 1995 — «Воздух—Земля». CD, RecRec Zurich.
- 1997 — «Live Rarities Vol.1». CD, No Mans Land (Германия).
- 1998 — «Pollo d’Oro». CD, No Mans Land (Германия).
- 1998 — «Pollo d’Oro». CD, Solyd Records (Россия).
- 1999 — «Tokyo Nov. 25, 1998» (концертный альбом в Японии).
- 1999 — «Носороги и другая жизнь». CD (Германия).

## Цитаты
- «Если остальные группы „Сырка“ играли кто позавчерашнюю, кто вчерашнюю, кто — в лучшем случае — сегодняшнюю музыку, то НЕ ЖДАЛИ заглянули в послезавтра и показали нам оттуда кукиш. Действие этого кукиша было удивительно: обнявшись, сидели панки, хипы, мажоры и старпёры, и в глазах их — возможно, впервые в жизни! — светилось подобие мысли. Как говорится, за это можно всё отдать…»[3] — С. Гурьев, В. Мурзин, 1989.